# Fernando Corripio
Fernando Corripio Pérez (Madrid, 16 de diciembre de 1928 - 1993) fue un lexicógrafo y traductor español, cuya obra más famosa es el Diccionario de ideas afines.
Corripio estudió Filología y Lexicografía y fue oficial de la marina mercante. Vivió tres años y medio en Buenos Aires.

## Como lexicógrafo
Escribió numerosas obras lexicográficas, entre ellas un Manual de lectura rápida y un Diccionario de sinónimos y antónimos de la lengua española editado por Bruguera en 1971, que pronto se hizo popular y en el que debió de basarse al hacer el Diccionario de ideas afines (1983), así como un Diccionario de incorrecciones de la lengua española, etimológicos generales y abreviados, etcétera. La mayoría de ellos se editaron por vez primera en Bruguera, pero pasaron luego a otras editoriales como Larousse o Spes. 
En 1985 cedió los derechos a la editorial Herder de su obra más famosa, el Diccionario de ideas afines (1983). Se trata de 400.000 voces ordenadas desde hiperónimos a hipónimos y segmentadas en merónimos y holónimos de forma que, para encontrar un concepto, sólo ha de recordarse una idea general o afín.

## Como traductor
Como traductor vertió del inglés para la Editorial Bruguera numerosas novelas populares policíacas y de ciencia ficción, aparte de biografías sobre personajes de la Segunda Guerra Mundial; también hizo, sin embargo, alguna traducción de literatura clásica inglesa, como, por ejemplo, Moll Flanders, de Daniel Defoe, y colaboró en traducir una Enciclopedia de Ciencias Naturales.

## Obras

### Lexicográficas
- Curso práctico de lectura rápida. Barcelona: CEDEMA, 1973.
- Diccionario abreviado de sinónimos. Barcelona: Bruguera, 1976.
- Diccionario de dudas e incorrecciones del idioma. México: Larousse, 1988.
- Diccionario de incorrecciones, dudas y normas gramaticales. Barcelona: Bruguera, 1975.
- Diccionario de inglés coloquial y slang americano. 1983.
- Diccionario etimológico abreviado. Barcelona: Bruguera, 1974.
- Diccionario etimológico general de la lengua castellana. Barcelona: Bruguera, 1973.
- Diccionario práctico, incorrecciones: dudas y normas gramaticales. Barcelona: Larousse-Planeta, 1992.
- Diccionario práctico, sinónimos, antónimos. Barcelona: Larousse, 1991.
- Enriquezca su vocabulario. Barcelona: Bruguera, 1975.
- Gran diccionario de sinónimos: voces afines e incorrecciones. Barcelona: Bruguera, 1975.
- Diccionario de ideas afines. Barcelona: Herder, 1983.

### Traducciones
- Enciclopedia de Ciencias naturales Barcelona: Bruguera, 1966.
- Defoe,Daniel. Las aventuras amorosas de Moll Flanders. Trad. Fernando Corripio. Barcelona: Bruguera, 1966.
- Onstott, Kyle. La mansión de Falconhurst. Trad. Fernando Corripio. Barcelona: Bruguera, 1966.
- Robert E. Howard y otros autores (11 volúmenes de Conan de Cimeria). Trad. Fernando Corripio. Barcelona, Editorial Bruguera, 1973.
- Dostoyevski,Fiódor. Humillados y ofendidos. Trad. Fernando Corripio. Barcelona: Bruguera, 1975.